# Léonor Chabot-Charny
Pour les articles homonymes, voir Léonor Chabot, Chabot et Charny.
Pour les autres membres de la famille, voir Famille de Chabot.
Léonor Chabot, dit Chabot-Charny, né en 1525 et mort en août 1597 est le comte de Charny et de Buzançais, seigneur de Pagny et de Gevry.

## Biographie
C'est le fils de l'Amiral de Brion, Philippe Chabot baron de Pagny, et de Françoise de Longwy, comtesse de Charny et de Buzançais (fille d'une sœur naturelle légitimée de François Ier).
Léonor Chabot est capitaine d'une compagnie de 50 lances des Ordonnances du Roi, chevalier de Saint-Michel, dès le 2 novembre 1557.
Pendant les Guerres de Religion, il rend de grands services à Henri III, qui le fait en novembre 1570 lieutenant-général au gouvernement de Bourgogne. À partir de décembre 1571, il est secondé par Guillaume de Saulx (son gendre, fils du précédent lieutenant général Gaspard de Saulx-Tavannes).

Au moment du massacre de la Saint-Barthélemy (août-octobre 1572), il y empêche le massacre des protestants.

Il est Premier écuyer, puis Grand écuyer de France en 1570 à la mort de Claude Gouffier. Vers cette époque il fait construire le manoir de Gincey à Mont-Saint-Jean (Côte-d'Or), lieu dont il est le seigneur,.
Plusieurs rues portent son nom en Bourgogne.

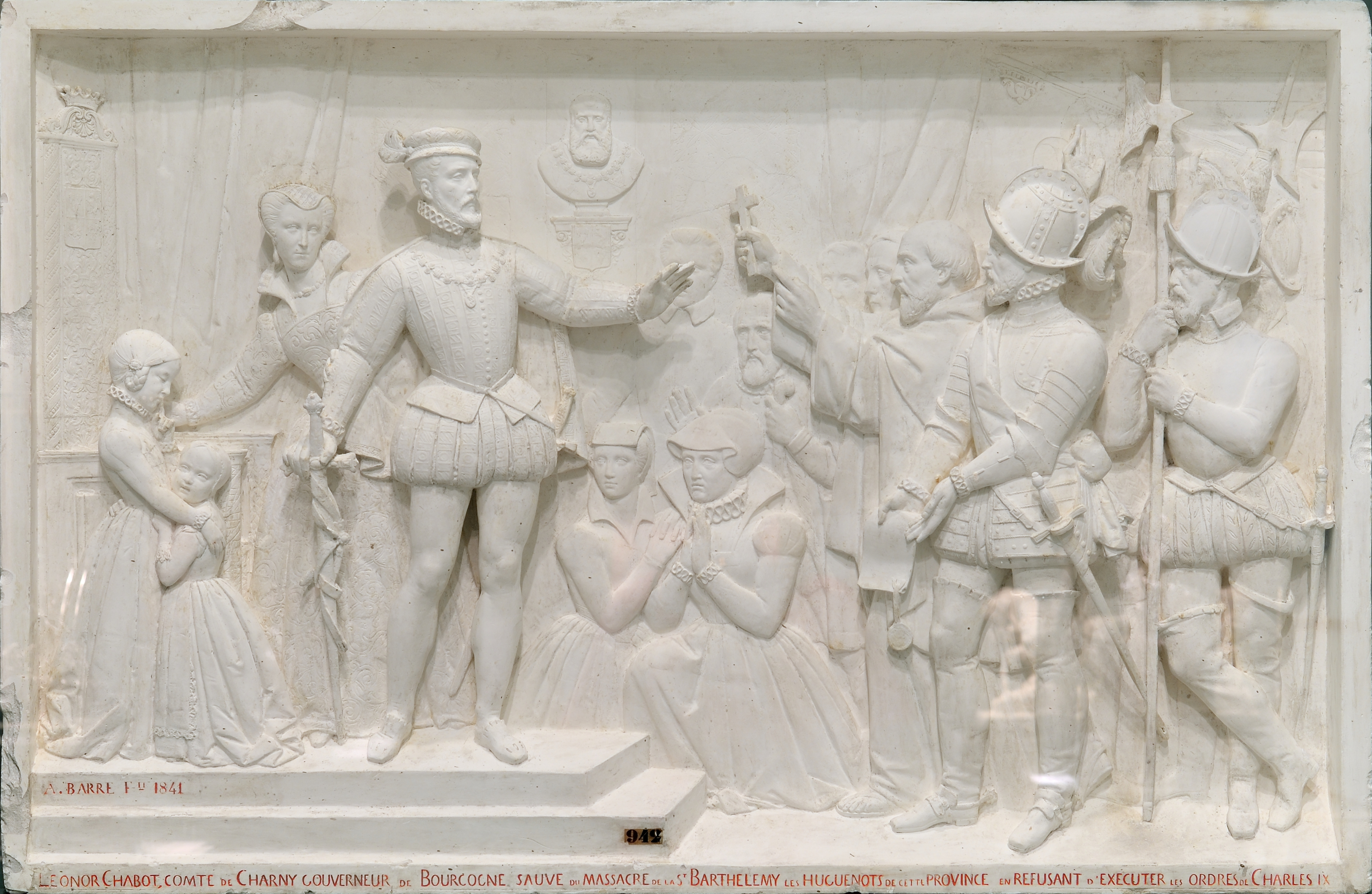
Léonor Chabot, comte de Charny, sauve du massacre de la Saint-Barthélemy les Huguenots de cette province en refusant d’exécuter les ordres de Charles IX.

## Famille et descendance
Léonor Chabot se marie le 15 février 1549 à Claude Gouffier, fille aînée de Claude Gouffier son prédécesseur en tant que Grand Écuyer duc de Roannais et de Jacqueline de La Trémoille-Jonvelle, petite-fille de Louis Ier.
Ils ont :
- Catherine Chabot, comtesse de Buzançais, première femme de Guillaume II de Saulx, comte de Tavannes (décédée en juillet 1609) ;
- Charlotte Chabot, dame de Brion, mariée en 1578 à Jacques le Veneur, comte de Tillières (décédée en 1606).

Puis il se remarie avec sa cousine Françoise de Rye, dame de Longwy, fille unique de Joachim, seigneur de Rye, et d'Antoinette de Longwy (Françoise de Rye était deux fois la cousine germaine de l'archevêque Ferdinand, leurs mères Antoinette et Louise étant sœurs, et ayant épousé deux frères, Joachim et Girard/Gérard de Rye ; cf. Neublans > Branche de Rye).
Ils ont :
- Marguerite Chabot, comtesse de Charny, mariée à Charles Ier de Lorraine, duc d'Elbeuf (décédée en 1652, d'où postérité) ;
- Catherine Chabot, alliée en 1584 à Claude II de Vergy, comte de Champlitte (décédée en 1588 sans postérité) ;
- Françoise Chabot, mariée en 1588 à Henri Hurault, comte de Cheverny et fils du chancelier Philippe (décédée en 1602 sans postérité) ;
- Léonore Chabot, épouse en 1598 de Christophe de Rye, marquis de Varembon, comte de Varax, d'où postérité.

Léonor Chabot a également eu deux filles naturelles avec Étiennette Tessard :
- Françoise ;
- Marguerite.